# Головчинские
Головчинские (бел. Галоўчынскія, пол. Hołowczyńscy) — угасший княжеский род герба «Лебедь» в Великом княжестве Литовском.

## Происхождение и история рода
Фамилия образовалась от местечка Головчин под Друцком. Родоначальником рода считается князь Матвей Никитич (упоминается в 1502—1539), приехавший в Великое княжество Литовское с двором Елены Ивановны, жены великого князя литовского Александра Казимировича Ягеллончика.
Согласно польскому генеалогу Касперу Несецкому, князья Головчинские происходили из северской линии Рюриковичей. Сами Головчинские считали себя потомками князей Ряполовских. Однако генеалогические связи с этими князьями не прослеживаются.
При поддержке великой княгини литовской Елены Ивановны князья Головчинские сразу вошли в число наиболее состоятельных феодалов Великого княжества Литовского. Вначале исповедовали православие, позднее перешли в католическую веру.
В 1658 году со смертью князя Николая Константиновича мужская линия рода Головчинских угасла.

## Представители рода
- Матвей Никитич (? — 1539) — князь Головчинский с 1509 года
- Ярослав Матвеевич (ок. 1520—1567), маршалок господарский и староста ляховицкий
- Николай Ярославич (1547—1571)
- Щесный Ярославич (? — 1610), каштелян минский (1600—1610)
- Ярослав Ярославич (? — 1622)
- Ян Головчинский (? — 1630), сын Щесного
- Александр Ярославич (? — 1617), каштелян жемайтский (1604—1614), воевода мстиславский (с 1614)
- Константин Ярославич (? — 1620), каштелян мстиславский и староста кричевский (1611—1620)
- Николай Константинович (? — 1658), хорунжий оршанский (с 1644), последний мужской представитель рода
- Ежи (Юрий) Константинович (? — 1648/1649)